# Новоприлуцька сільська рада
| Новоприлуцька сільська рада — орган місцевого самоврядування у Липовецькому районі Вінницької області з адміністративним центром у c. Нова Прилука. Сільській раді підпорядковані населені пункти: - c. Нова Прилука |

## Склад ради
Рада складається з 16 депутатів та голови.

## Керівний склад сільської ради
| ПІБ                      | Основні відомості                                                         | Дата обрання | Дата звільнення |
| ------------------------ | ------------------------------------------------------------------------- | ------------ | --------------- |
| Сулима Микола Васильович | Сільський голова, 1957 року народження, освіта, безпартійний              | 26.03.2006   | 31.10.2010      |
| Цикало Роман Борисович   | Сільський голова, 1982 року народження, освіта вища, член Партії регіонів | 31.10.2010   |                 |

Примітка: таблиця складена за даними джерела